# Vladímir Selivachov
Vladímir Ivánovich Selivachov (en ruso: Владимир Иванович Селивачёв; 14 de junio de 1868 - 17 de septiembre de 1919) fue un teniente general del Ejército Imperial Ruso durante la I Guerra Mundial quien se convirtió en comandante del Ejército Rojo durante la guerra civil rusa.

## Biografía
Pertenecía a la nobleza de la Gobernación de Nóvgorod. Su padre era el Capitán Iván D. Selivachov (1826-1870). Estudió en la Escuela Militar Pável y en la Academia de Estado Mayor General Nicolás. Se unió al 147.º Regimiento de Infantería de Samara. Participó en la guerra ruso-japonesa entre 1904 y 1905, como comandante del 3.º Batallón del 88.º Regimiento de Infantería de Petrovsk. En 1906 fue promovido a teniente-coronel.
Durante la Primera Guerra Mundial, fue designado teniente general el 22 de octubre de 1916. Tras la revolución rusa en febrero y marzo de 1917 fue nombrado comandante del 49.º Cuerpo de Ejército, que era parte del 11.º Ejército. Durante la Ofensiva Kerensky se convirtió en comandante del 7.º Ejército. El 2 de septiembre de 1917 fue arrestado por un comité del ejército. El 9 de septiembre fue despedido y encarcelado en la prisión de Berdychiv, pero dos días después fue liberado y alistado en la reserva del cuartel militar de Kiev. El 29 de enero de 1918, fue despedido del ejército por razones de salud.
En diciembre de 1918, se alistó en el Ejército Rojo y pasó a ser miembro de la comisión para el estudio y uso de la experiencia en la guerra. En 1919, pasó varios meses en prisión con cargos de ser miembro de una organización clandestina. En agosto-septiembre de 1919 se convirtió en asistente del comandante del Frente del Sur, simultáneamente comandante del Grupo Selivachov, compuesto del 8º Ejército, la 3.ª y 42.ª División de Fusileros del 13.º Ejército. Con este Grupo de Ejércitos, encabezó la Contraofensiva del Frente del Sur contra el Ejército de Voluntarios. Después de un éxito inicial, su Grupo de Ejércitos estuvo amenazado de ser rodeado, pero logró abrirse paso retirándose sobre el río Seim.
Murió unos pocos días después el 17 de septiembre de 1919 de fiebre tifoidea o debido a envenenamiento.
- Datos: Q4413723